# Carl Belew
Carl Robert Belew (21 de abril de 1931 – 31 de octubre de 1990) fue un cantante y compositor estadounidense de música country. Belew grabó para las discograficás Decca, RCA Victor y MCA entre las décadas de 1950 y 1970, entrando once veces en la lista de éxitos Hot Country Songs. Como compositor, escribió canciones para Johnnie & Jack, Eddy Arnold y Jim Reeves, entre otros.

## Biografía
Nacido en Salina (Oklahoma), Belew comenzó su carrera musical a comienzos de los años 50 actuando en la emisora de radio especializada en música country, Louisiana Hayride. Firmó con Decca Records a finales de la década, alcanzando el puesto número 9 de las listas country con "Am I That Easy to Forget", que fue posteriormente grabada por Skeeter Davis, Debbie Reynolds, Esther Phillips, Engelbert Humperdinck y Jim Reeves, entre otros. También en esta época, Johnnie & Jack grabaron "Stop the World and Let Me Off", mientras que Andy Williams grabó "Lonely Street".
Belew solo entró una vez más en lista con Decca, fue con el sencillo "Too Much to Lose", seguido de "Hello Out There", su primera grabación con RCA Victor, que alcanzó el número 8 en 1962. Su carrera continuó como compositor, escribiendo canciones para otros artistas, como  "What's He Doing in My World" para Eddy Arnold y "That's When I See the Blues" para Jim Reeves. Waylon Jennings y Susan Raye publicaron en los años 70, sendas versiones del tema "Stop the World and Let Me Off", que entraron también en las listas de éxitos country.
Belew falleció a consecuencia de un cáncer el 31 de octubre de 1990 en Salina, Oklahoma.

## Discografía

### Álbumes
- Carl Belew (1960)
- Hello Out There (1964)
- Am I That Easy to Forget (1965)
- Another Lonely Night (1965)
- Country Songs (1966)
- Lonely Street (1967)
- Twelve Shades of Belew (1968)
- When My Baby Sings His Song (1972)

### Sencillos
| Año  | Sencillo                                       | Posicionamiento en listas | Álbum                        |
| Año  | Sencillo                                       | US Country                | Álbum                        |
| ---- | ---------------------------------------------- | ------------------------- | ---------------------------- |
| 1959 | "Am I That Easy to Forget"                     | 9                         | Carl Belew                   |
| 1960 | "Too Much to Lose"                             | 19                        | Carl Belew                   |
| 1962 | "Hello Out There"A                             | 8                         | Hello Out There              |
| 1964 | "In the Middle of a Memory"                    | 23                        | Am I That Easy To Forget     |
| 1965 | "Crystal Chandelier"                           | 12                        | Twelve Shades of Belew       |
| 1966 | "Boston Jail"                                  | 43                        | Twelve Shades of Belew       |
| 1966 | "Walking Shadow, Talking Memory"               | 65                        | Twelve Shades of Belew       |
| 1967 | "Girl Crazy"                                   | 65                        |                              |
| 1968 | "Mary's Little Lamb"                           | 68                        |                              |
| 1971 | "All I Need Is You" (with Betty Jean Robinson) | 51                        | When My Baby sings His Songs |
| 1974 | "Welcome Back to My World"                     | 56                        | Big Time Gamblin' Man        |